# Cisteína
A cisteína é um dos aminoácidos codificados pelo código genético, sendo portanto um dos componentes das proteínas dos seres vivos.

## Estrutura
O seu nome tem origem na palavra grega kustis, significando "bexiga", pois foi isolada inicialmente a partir de cálculos renais (sob a forma de cistina). A cisteína possui um grupo tiol na sua cadeia lateral e é principalmente encontrado em proteínas e no tripeptido glutationa. Quando exposto ao ar, e sob determinadas condições fisiológicas (incluindo no interior de proteínas), a cisteína oxida-se formando cistina, composta por duas cisteínas unidas por uma ligação dissulfureto.
O grupo tiol possui carácter nucleofílico. Como o pKa deste grupo é de 8,3, a sua atividade química pode ser regulada pelo ambiente em que se enquadra.

## Bioquímica
Algumas proteínas com atividade biológica fortemente dependente de cisteínas incluem as ubiquitina ligases, que transferem ubiquitina para proteínas, e caspases, que participam na proteólise em apoptose celular. Outras proteínas que dependem de cisteínas no seu centro catalítico são a inteína e a ribonucleótido redutase. Estes papéis estão fundamentalmente limitados ao interior celular, cujo ambiente é tipicamente redutor, mantendo as cisteínas na sua forma reduzida (não oxidada a cistina).
As cisteínas têm um papel fundamental na manutenção da estrutura terciária de proteínas. Ao formarem ligações dissulfureto entre os seus grupos tiol, aumentam a estabilidade molecular e a resistência à proteólise. A insulina é um exemplo deste tipo de ligações, pois é formada por dois péptideos ligados por duas destas ligações dissulfureto. A disposição das ligações dissulfureto em proteínas contidas no cabelo determina quão encaracolado o cabelo é.